# Basics
 Basics ist ein Jazzalbum von Paul Bley. Die am 4. Juli 2000 im Studio Tempo in Montréal entstandenen Aufnahmen erschienen am 30. Januar 2001 auf Justin Time Records.

## Hintergrund
Nach dem 1997 entstandenen Soloalbum Jazz’n (E)Motion (RCA Victor), auf dem Paul Bley eine Reihe von Jazzstandards wie All the Things You Are, As Time Goes By, I Got Rhythm und What Is This Thing Called Love interpretiert hatte, wandte sich der Pianist auf seinem nächsten Soloalbum wieder eigenen Stücken zu; einzige Fremdkomposition auf dem Album ist Monk’s Mood von Thelonious Monk. Im folgenden Jahr entstand sein Soloalbum Solo in Mondsee, das 2007 auf ECM erschien.

## Titelliste
- Paul Bley: Basics (Justin Time JUST 154-2)[1]

1. Love Lost 4:41
2. Basics 2:29
3. Speed Kills 2:04
4. Told You So 9:15
5. Lucky 8:19
6. Chet 7:51
7. Walk Home 7:35
8. Blues Waltz 6:18
9. Monk’s Mood (Thelonious Monk) 4:46
10. Early Alben 2:51
11. Startled 4:01

Wenn nicht anders vermerkt, stammen die Kompositionen von Paul Bley.

## Rezeption
Seine schwer zu fassenden tonalen Zentren und seine Unberechenbarkeit, mit der Bley die gesamte Klaviatur für komplexen Ausdruck nutzt, hätten meisterhafte Pianisten wie Fred Hersch und Keith Jarrett inspiriert, hieß es in All About Jazz. Die Freiheit in Bleys Stil, selbst wenn er sich auf die ursprüngliche Intention eines Liedes beziehe, würde den Pianisten von komponierten und sogar harmonischen Zwängen befreien. Wie Herbie Hancock Larry Willis sagte: „Denken Sie daran, dass die Oktave aus zwölf Tönen besteht“, was bedeute, dass die Erweiterung von Akkorden und ihre Auflösungen vom Musiker gewünschte Wendungen annehmen könne. Völlig unkonventionell habe Bley diese Ästhetik erkannt und praktiziert, bevor Hancock selbst mit Aufnahmen begann. Er erweiterte seine Klangpalette mit allen möglichen Mitteln, beispielsweise durch seine frühen Versuche mit der Elektronik.

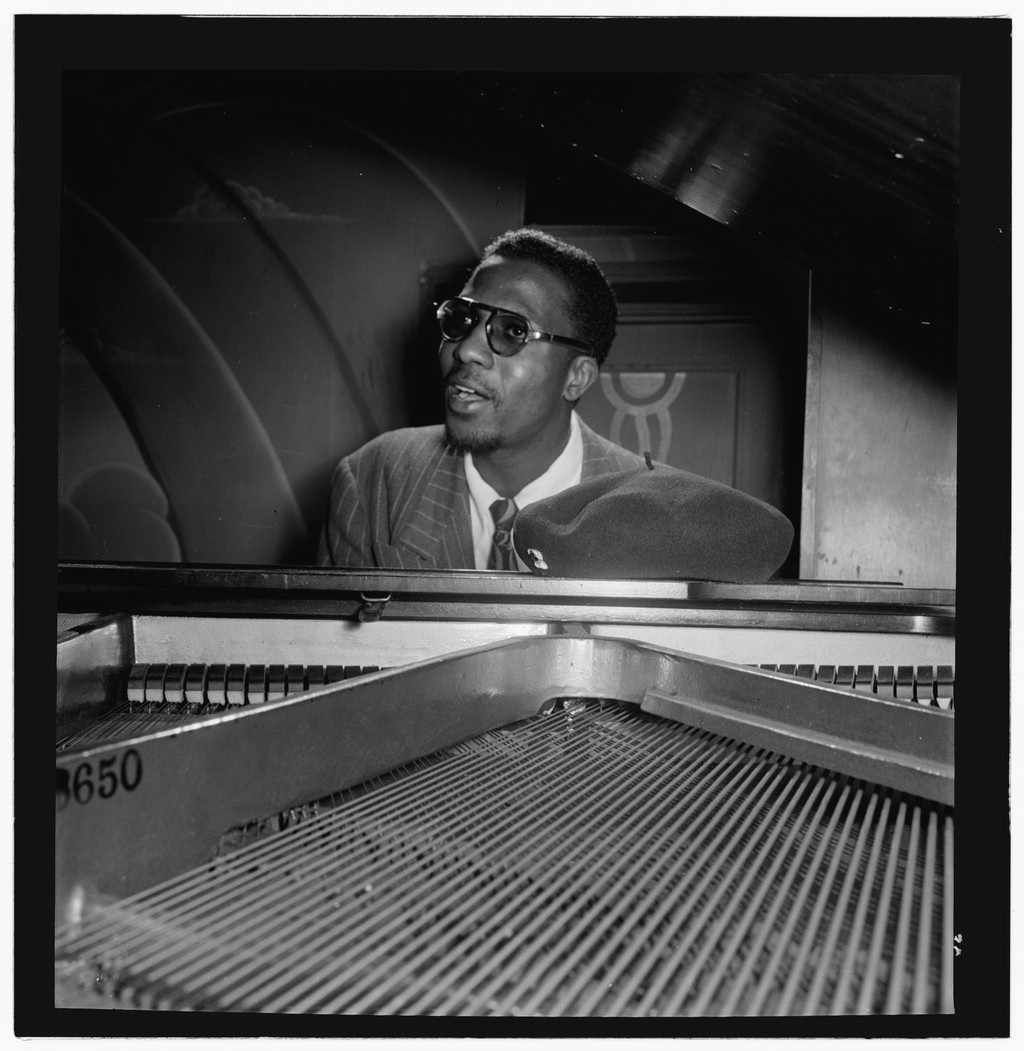
Thelonious Monk, Minton’s Playhouse, New York, ca. September 1947. Foto: William P. Gottlieb

Im Gegensatz zu Bleys ECM-Aufnahme Not Two, Not One präsentiere Basics einen entspannteren und weniger donnernden Bley, der seine charakteristische Lockerheit und die eng verbundenen Akkorde beibehalte, bevor sie in Klangrinnen und Klangfluten zersplitterten, so der AAJ-Autor. Eine der vielleicht interessantesten Melodien auf Basics sei „Monk’s Mood“. Nach der Frage wie Bley das Stück interpretieren würde, dürfte der Hörer bereits wissen, dass dieser die Melodie nicht einfach in Monks Stil nachspielen werde. Vielmehr glätte Bley die Unebenheiten der Melodie und erweitere ihre rhythmische Freiheit, indem er einen Takt mehrfach und wundersam verändere.
Richard Cook und Brian Morton verliehen dem Album in ihrem The Penguin Guide To Jazz dreieinhalb Sterne und schrieben, das Material sei größtenteils neu und ungewohnt, fast ausschließlich in Bleys typischem Postbop-Stil gehalten, jedoch mit unerwarteten Anspielungen auf Dave Brubeck und Ray Charles („Told You So“) und die klavierlosen Gruppen von Chet Baker mit Gerry Mulligan („Chet“). Das Klavier würde wunderschön und voll klingen, und die Tontechnik verleihe der Musik viel Präsenz und Wärme.
Glenn Astarita verlieh dem Album in Allmusic vier Sterne und lobte, Bleys einzigartiges Können sei einzigartig. Mit diesem Solo-Klavieralbum würde der Künstler weiterhin Mainstream-Anwendungen mit zukunftsweisenden Konzepten und seiner etwas berüchtigten Umsetzung subtiler melodischer Intervalle verbinden, unter geschickter Nutzung von Raum und Tiefe. Bleys ausdrucksstarke Lyrik biete dem Hörer melodische, ineinander verwobene Sequenzen voller üppiger Statements, mitreißender Arpeggien und lebendiger Refrains. Seine thematisch reichhaltige Komposition „Told You So“ präsentiere ein liebevolles, kindliches Thema, das auf R&B-Motiven, rhythmischen Blockakkorden und zierlich ausgeführten Harmonien aufbaue. So verbinde ein komplexer Musiker wie Paul Bley schiefe Phraseologie mit geometrisch konstruierten Linien und liebenswerten Aussagen.